# R (programozási nyelv)
Az R programozási nyelv, amit időnként „GNU S”-ként is emlegetnek, egy szakterület-specifikus programozási nyelv és szoftverkörnyezet statisztikai számításokhoz és ábrázoláshoz. Az első változatát Ross Ihaka és Robert Gentleman készítették (innen az „R” név) az Auckland-i Egyetemen, Új-Zélandon; azóta egy kisebb fejlesztői csoport a világ minden tájáról közös erőfeszítésekkel folyamatosan fejleszti tovább.
Az R-et a fejlesztői az S programozási nyelv egy megvalósításának tartják, a Scheme-ből származtatott szemantikával. Az S üzleti célú megvalósítása az S-PLUS.
Az R forráskódja szabadon hozzáférhető a GNU GPL-ben biztosított jogok szerint, lefordított bináris csomagokat Windows, Macintosh és sokféle Unix operációs rendszerhez adnak közre. Az R széleskörűen bővíthető a csomagok használatával, ezek a felhasználók által közreadott programkönyvtárak speciális függvényekkel vagy speciális vizsgálati területekhez. Az alapvető csomagok az R telepítőjében benne vannak, és nagyon sok további csomag található a CRAN-on, az „átfogó R archívum hálózaton”.

## Példák
Az alábbiakban a nyelv alapvető szintaktikáját és a parancsor használatát ismerhetjük meg néhány egyszerű példában.
```
>
 
x
 
<-
 
c
(
1
,
 
2
,
 
3
,
 
4
,
 
5
,
 
6
)
   
# Rendezett vektor készítése

>
 
y
 
<-
 
x
^
2
                   
# Az x vektor elemeinek négyzete az y vektorba kerül

>
 
mean
(
y
)
                    
# y számtani közepének kiszámítása

[
1
]
 
15.16667

>
 
var
(
y
)
                     
# A vektorelemek varianciájának (szórásnégyzetének) kiszámítása

[
1
]
 
178.9667

>
 
summary
(
lm
(
y
 
~
 
x
))
         
# Lineáris illeszkedés modell futtatásának végrehajtása

Call
:

lm
(
formula
 
=
 
y
 
~
 
x
)

Residuals
:

1
       
2
       
3
       
4
       
5
       
6

3.3333
 
-0.6667
 
-2.6667
 
-2.6667
 
-0.6667
  
3.3333

Coefficients
:

Estimate
 
Std.
 
Error
 
t
 
value
 
Pr
(
>|
t
|
)

(
Intercept
)
  
-9.3333
     
2.8441
  
-3.282
 
0.030453
 
*

x
             
7.0000
     
0.7303
   
9.585
 
0.000662
 
***

---

Signif.
 
codes
:
  
0
 
‘
***
’
 
0.001
 
‘
**
’
 
0.01
 
‘
*
’
 
0.05
 
‘
.
’
 
0.1
 
‘
 
’
 
1

Residual
 
standard
 
error
:
 
3.055
 
on
 
4
 
degrees
 
of
 
freedom

Multiple
 
R
-
squared
:
 
0.9583
,
	
Adjusted
 
R
-
squared
:
 
0.9478

F
-
statistic
:
 
91.88
 
on
 
1
 
and
 
4
 
DF
,
  
p
-
value
:
 
0.000662

>
 
par
(
mfrow
 
=
 
c
(
2
,
 
2
))
    
# A plot ablak 2x2-es felosztása

>
 
plot
(
lm
(
y
 
~
 
x
))
         
# Az illeszkedési modell ellenőrző plotja

```

## Külső hivatkozások
- Az R hivatalos oldala
- Magyar nyelvű R oldal
- A budapesti R felhasználók közössége